# 横形园蛛
横形园蛛（学名：Araneus transversivittigera）为园蛛科园蛛属的动物。在中国大陆，分布于上海等地。